# 休史密斯冰川

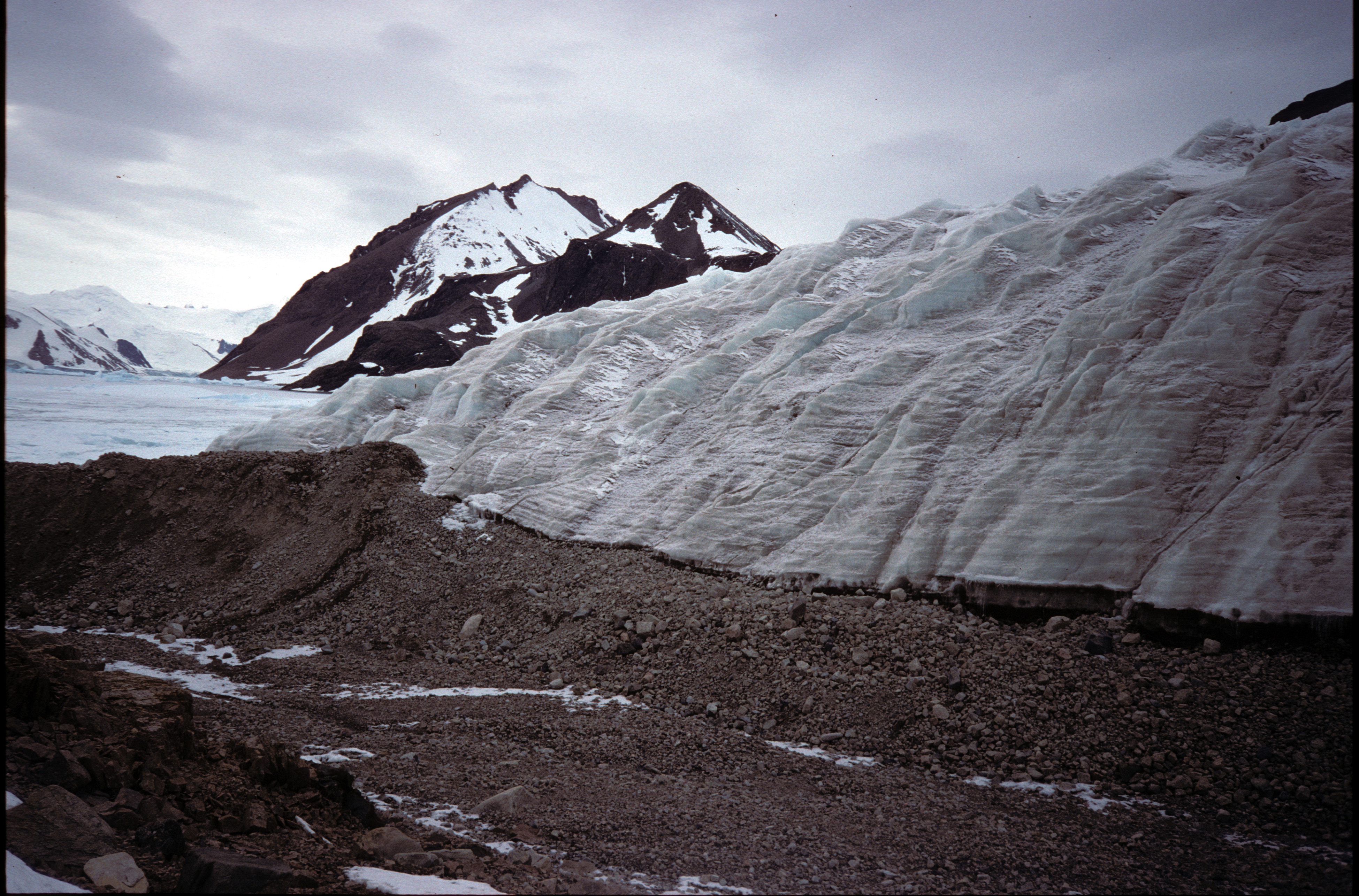

67°51′S 67°12′W / 67.850°S 67.200°W
休史密斯冰川（英語：Shoesmith Glacier），是南極洲的冰川，位於葛拉漢地中法利埃海岸的馬蹄島，最終注入呂斯塔灣和高爾灣，現時由南極條約體系管理。